# Шаталин, Николай Михайлович
Николай Михайлович Шаталин — советский хозяйственный, государственный и политический деятель, Герой Социалистического Труда.

## Биография
Родился в 1917 году в Нижнем Новгороде. Член КПСС.
В действующей армии — с 1938 года, участник советско-японской войны. С 1946 года — на хозяйственной, общественной и политической работе. В 1946—1991 гг. — мастер, заместитель начальника цеха, начальник цеха, главный инженер производства нестандартного оборудования, управляющий производством нестандартного оборудования, начальник производства агрегатов легковых автомобилей Горьковского автомобильного завода Министерства автомобильной промышленности СССР.
Указом Президиума Верховного Совета СССР от 24 декабря 1970 года присвоено звание Героя Социалистического Труда с вручением ордена Ленина и золотой медали «Серп и Молот».
Умер в Нижнем Новгороде в 1999 году. Похоронен на Старом Автозаводском кладбище.